# Kuhz

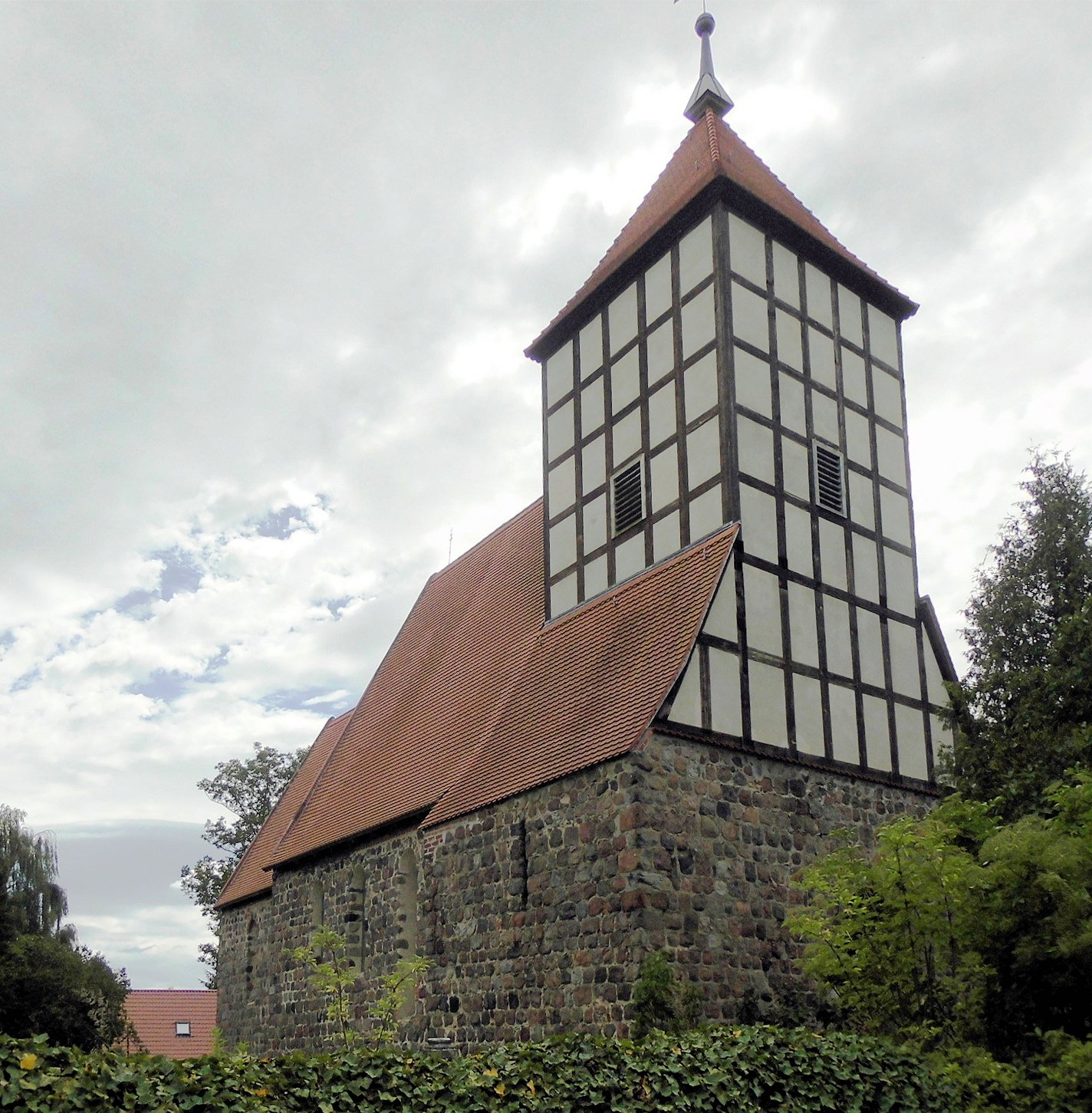
Dorfkirche Kuhz

Kuhz ist ein Wohnplatz im Ortsteil Haßleben der Gemeinde Boitzenburger Land im Landkreis Uckermark in Brandenburg.

## Geographie

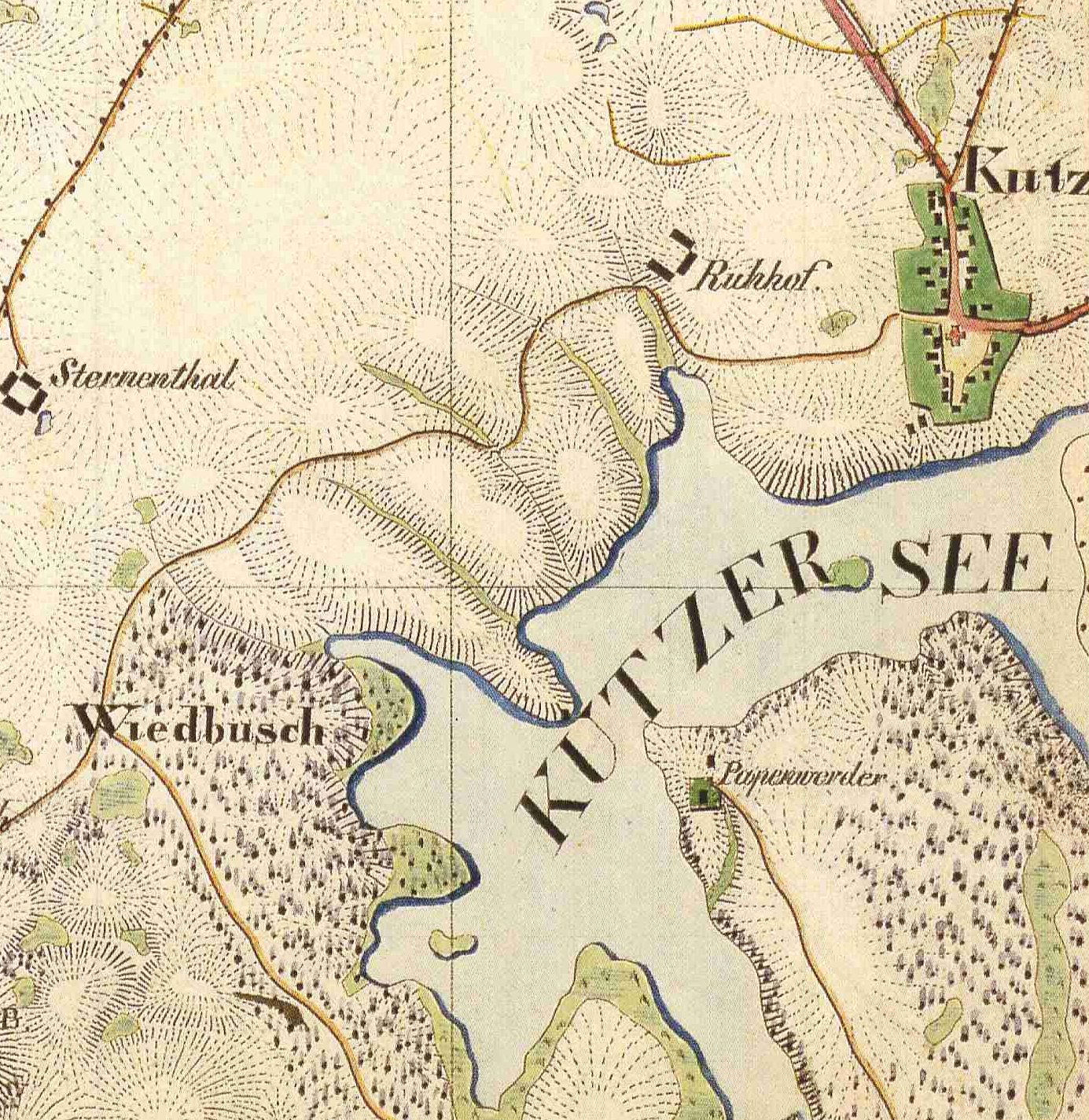
Kuhz auf Urmesstischblatt von 1825

Kuhz liegt nördlich des Kuhzer Sees westlich von Haßleben und 7 Kilometer südlich von Boitzenburg.

## Geschichte
Der Ort wurde wahrscheinlich in der ersten Hälfte des 13. Jahrhunderts aus der direkt westlich gelegenen slawischen Siedlung heraus gegründet. Die Herkunft des Ortsnamens ist unsicher (slawisch?). Von 1239 ist eine Erwähnung des Kuhzer Sees (Güds) erhalten. Mitte des 13. Jahrhunderts wurde die Feldsteinkirche erbaut. 1292 wurde ein Johannes de Koucz erwähnt, der wahrscheinlich auf der Turmhügelburg am See saß.
1328 wurde der Ort von den Brandenburger Markgrafen an das Kloster Boitzenburg gegeben. Spätere Besitzer waren die Familie von Arnim-Boitzenburg und danach von Kröchlendorff.
Nach der Separation von 1849 gehörte Kuhz zum Kreis Templin. Seit 1994 gehört es zur Gemeinde Boitzenburger Land im Landkreis Uckermark.

## Kultur und Natur
- Kuhzer See
- Dorfkirche Kuhz, 13. Jahrhundert